# Blumeodendron concolor
Blumeodendron concolor là một loài thực vật có hoa trong họ Đại kích. Loài này được Gage mô tả khoa học đầu tiên năm 1922.